# Ausbrenner

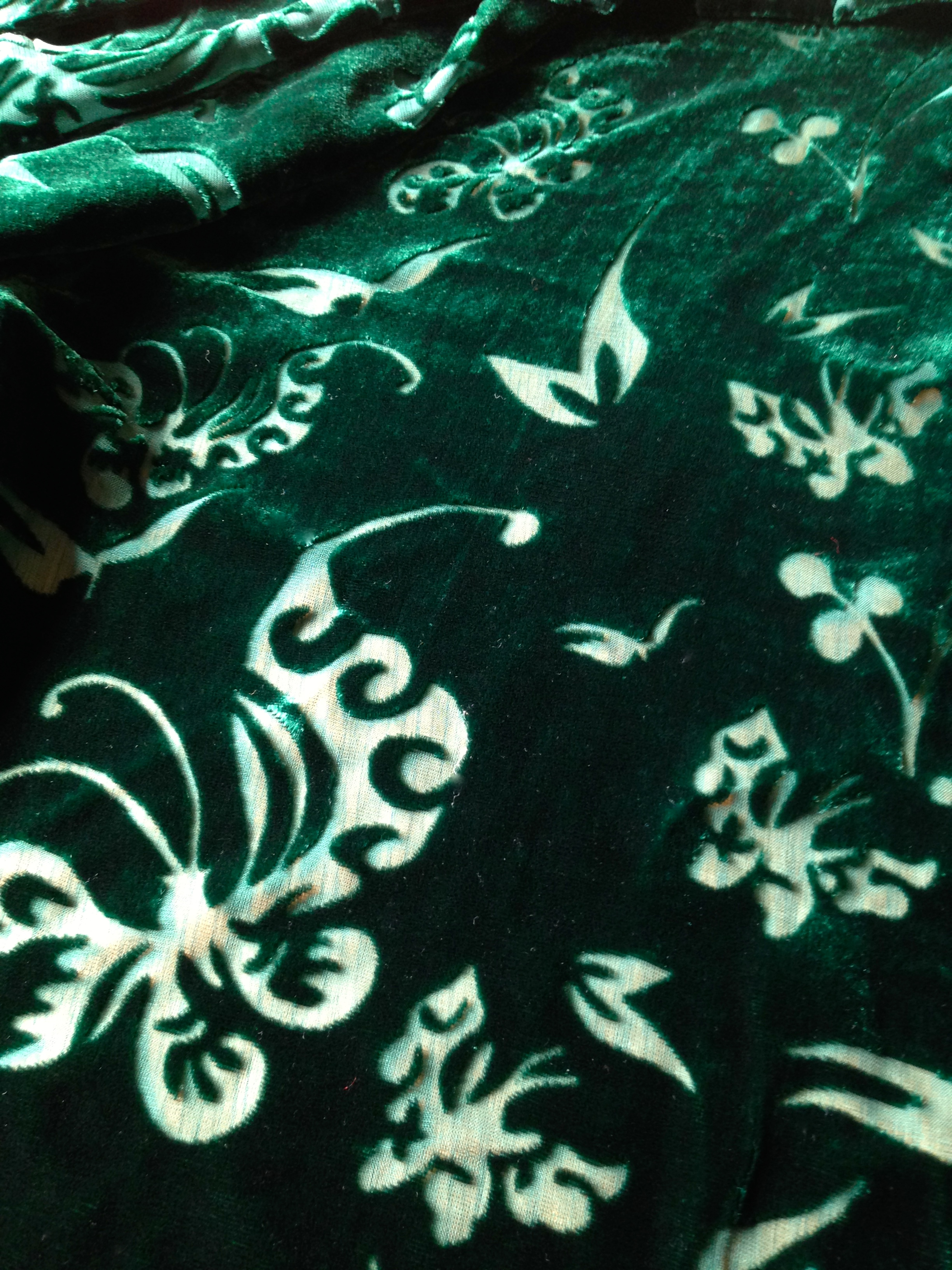
Ausbrenner, auch devoré velvet genannt

Ein Ausbrenner ist ein Gewebe, das im Ausbrennverfahren gemustert ist.

## Herstellung
Der Vorgang ähnelt dem Siebdruck. Jedoch wird hier statt Farbe eine Ätzpaste aufgetragen, die Teile des Gewebes durch Ätzen zerstört. Dieser Vorgang wird als ausbrennen bezeichnet.
Das Grundgewebe ist grundsätzlich gemischt aus mindestens zwei verschiedenen Faserstoffen. Ein Faserstoff (meist synthetisch, wie z. B. Polyester) wird durch die Ätzpaste nicht beschädigt. Der andere (meist zellulosische wie beispielsweise Baumwolle, Leinen, Viskose) wird beim Ätzen entfernt. Darum entsteht an der ausgebrannten Stelle kein Loch, sondern ein transparenterer Bereich.
Neben Geweben können auch Gewirke ausgebrannt werden. Voraussetzung ist auch hier, dass zwei verschiedene Materialien verarbeitet werden müssen.

## Einsatz
Die so gemusterten Stoffe werden vorwiegend im Bereich der Fensterdekoration verarbeitet. Sie fallen oft in die Kategorie der sogenannten Inbetween-Stoffe, also Dekostoffe, die transparenter als Vorhänge, aber dichter als Stores sind.

## Eigenschaften
Durch die Verarbeitung von zwei verschiedenen Faserstoffen ergeben sich aber auch Nachteile. Die zellulosischen Faserstoffe können bei der Wäsche einlaufen und neigen zum Knittern. Die synthetischen Faserstoffe hingegen sind maßstabiler und in der Regel weniger knitteranfällig. Das Gewebe läuft beim Waschen abhängig von der Musterung unter Umständen ungleichmäßig ein, was zu einem unschönen Bild führen kann.
Eine technische Neuerung macht seit einigen Jahren auch Ausbrenner möglich, die vollsynthetisch sind. Sie benötigen keine zellulosischen Faserstoffe mehr. Es werden zwei verschiedene Polyesterfasern eingesetzt. Daher sind jetzt auch schwer entflammbare Ausbrenner möglich. Außerdem haben sie nicht die oben erwähnten ungünstigen Pflegeeigenschaften.